# Kallt spår
Kallt spår (franska: Les fantômes) är en fransk thriller- och dramafilm som hade premiär den 15 maj 2024 på Cannesfestivalen. Filmen är regisserad av Jonathan Millet som även skrivit manus tillsammans med Florence Rochat och Sara Wikler. Filmen hade biopremiär i Sverige den 31 januari 2025, utgiven av Lucky Dogs.

## Handling
Filmen handlar om Hamid som är medlem i en hemlig organisation bestående av syriska medborgare som har lämnat allt bakom sig för att jaga krigsförbrytare. Organisationen reser genom Europa för att hitta regimmedlemmar som flytt. Hamid har en egen agenda, han tänker hitta förövaren som torterat honom och utkräva sin hämnd.

## Rollista (i urval)
- Adam Bessa – Hamid
- Tawfeek Barhom – Harfaz
- Julia Franz Richter – Nina
- Hala Rajab – Yara